# Zofia Łęgowik
Zofia Wiesława Łęgowik (ur. 28 marca 1929 w Piątku, zm. 12 lutego 2017 w Częstochowie) – polska inżynier chemik, porucznik Wojska Polskiego, poseł na Sejm PRL V, VI i VII kadencji.

## Życiorys
Córka Konrada i Janiny. W czasie wojny działała w Szarych Szeregach, brała udział w powstaniu warszawskim. Po wojnie kontynuowała naukę w szkole średniej w Warszawie, a następnie na Wydziale Chemicznym Politechnice Łódzkiej, którą ukończyła w 1952. W marcu 1953 podjęła pracę zawodową w Zakładach Włókien Chemicznych „Chemitex”-Wiston w Tomaszowie Mazowieckim, gdzie była kolejno mistrzem zmiany w oddziale produkcyjnym, starszym inżynierem technologiem i starszym technologiem w Dziale Głównego Technologa oraz specjalistą ds. badawczo-doświadczalnych w Laboratorium Badawczym. Zajmowała także stanowisko sekretarza Rady Zakładowej, była tam również skarbnikiem koła Stowarzyszenia Inżynierów i Techników Przemysłu Chemicznego. Za pracę społeczną odznaczono ją Złotą Odznaką Honorową Stowarzyszenia Inżynierów i Techników Przemysłu Chemicznego. Otrzymała także Złoty Krzyż Zasługi i Medal 30-lecia Polski Ludowej.
W 1969, 1972 i 1976 uzyskiwała mandat posła na Sejm PRL w okręgu Tomaszów Mazowiecki (dwukrotnie) i Piotrków Trybunalski. W trakcie V kadencji zasiadała w Komisji Przemysłu Ciężkiego, Chemicznego i Górnictwa. Była zastępcą przewodniczącego Komisji Przemysłu Lekkiego w trakcie VI kadencji, a w VII w Komisji Górnictwa, Energetyki i Chemii, w których zasiadała w ciągu tych kadencji. Ponadto podczas trwania VII kadencji zasiadała w Komisji Pracy i Spraw Socjalnych.
Od 1996 pełniła honory Matki Chrzestnej Sztandaru 7 Pułku Ułanów Lubelskich (następnie 7 batalionu kawalerii powietrznej), odrodzonego na ziemi tomaszowskiej. Pochowana została 18 lutego 2017 w Rędzinach.